# Jetpack Joyride
Jetpack Joyride је видео-игра издата у 2011. години коју је креирао Halfbrick Studios. Игра је током развоја носила назив Machine Gun Jetpack. Објављена за Apple Store 1. септембра 2011. Наредне надоградње укључују додатке као што су различити џетпек-ови, услужни програми и уређаји за помоћ играчу, као и пружање подршке за ретина дисплеј. Игра је покренута на Фејсбуку као бета верзија 11. маја 2012. Потом је пренесена на Андроид уређаје, Плејстејшн портабл, Плејстејшн 3, Плејстејшн Вита, Блекбери Плејбук, Блекбери 10 и Виндоус телефон 8. 